# Гайчур (река)
Гайчур (устар. Гайчул, устар. Ганчул) — река на Украине, в пределах Пологовского и Запорожского (частично) районов Запорожской области и Синельниковского района Днепропетровской области. Левый приток Волчьей (бассейн Днепра).

## Описание
Длина реки 130 км, площадь водосборного бассейна — 2140 км². Уклон реки 1,1 м/км. Долина трапециевидная, шириной до 4,5—5 км. Пойма двухсторонняя. Русло умеренно извилистое (в низовьях более извилистое), на отдельных участках расчищено и отрегулировано. Сооружено несколько прудов и небольшое водохранилище. Используется для нужд водоснабжения.

## Расположение
Гайчур берёт начало из источников возле села Червоное Озеро. Течёт преимущественно на северо-запад, в низовье — на север. Впадает в Волчью возле села Писанцы, на юго-западе от пгт Покровское.

## Этимология
Гайчур является татарским названием. Именно здесь сосредотачивались татарские орды перед набегами на Запорожье и Левобережную Украину. На украинском название смягчается до Гайчул. Именно так река упоминается у Дмитрия Яворницкого.

## Притоки
В реку Гайчур впадают 78 малых рек и ручьев (в том числе 72 с длиной менее 10 км). Суммарная длина притоков Гайчура — 355 км (в том числе ручьёв менее 10 км — 175 км). Густота речной сети — 0,23 длины рек на км² площади бассейна.

### Правые
- балка Щекина
- балка Грушеватая
  - балка Скотоватая
- балка Средняя
- балка Глиняная
- река Янчур (основной приток)
  - балка Крутенькая
  - балка Вербовая
  - река Солёная
  - балка Солёная
  - балка Грушевая
    - Калиновая
    - Крутая
- балка Гадючая

### Левые
- река Каменка
- балка Лозовая
  - балка Лозовенькая
- балка Горькая
- балка Широкая
- балка Солёная
- урочище Новый Свет
- урочище Николаевка
- урочище Зелёный Яр
- балка Колодезная
- балка Терноватая
- балка Широкая
- балка Криничевата
- балка Зайцева

## Населённые пункты на реке
На реке Гайчур расположены:
- город Гуляйполе[3]
- сёла: Новоукраинка, Фёдоровка[2] и другие.